# Lara Carroll
Lara Carroll (Cambridge, 8 dicembre 1986) è una nuotatrice australiana.
Nata in Inghilterra, vive a Perth. Ha partecipato alle Olimpiadi di Atene 2004.

## Palmarès
- Mondiali

Montreal 2005: bronzo nei 200m misti.
- Mondiali in vasca corta

Indianapolis 2004: argento nei 200m misti e bronzo nei 400m misti.
Shanghai 2006: bronzo nei 200m misti.
- Giochi del Commonwealth

Melbourne 2006: bronzo nei 200m misti.